# Lijst van dwergkogelspinnen
De lijst van dwergkogelspinnen bevat alle wetenschappelijk beschreven soorten uit de familie van dwergkogelspinnen (Anapidae).

## Acrobleps
Acrobleps Hickman, 1979
- Acrobleps hygrophilus Hickman, 1979

## Anapis
Anapis Simon, 1895
- Anapis amazonas Platnick & Shadab, 1978
- Anapis anchicaya Platnick & Shadab, 1978
- Anapis atuncela Platnick & Shadab, 1978
- Anapis calima Platnick & Shadab, 1978
- Anapis caluga Platnick & Shadab, 1978
- Anapis castilla Platnick & Shadab, 1978
- Anapis chiriboga Platnick & Shadab, 1978
- Anapis choroni Platnick & Shadab, 1978
- Anapis circinata (Simon, 1895)
- Anapis digua Platnick & Shadab, 1978
- Anapis discoidalis (Balogh & Loksa, 1968)
- Anapis felidia Platnick & Shadab, 1978
- Anapis guasca Platnick & Shadab, 1978
- Anapis heredia Platnick & Shadab, 1978
- Anapis hetschki (Keyserling, 1886)
- Anapis keyserlingi Gertsch, 1941
- Anapis meta Platnick & Shadab, 1978
- Anapis mexicana Forster, 1958
- Anapis minutissima (Simon, 1903)
- Anapis monteverde Platnick & Shadab, 1978
- Anapis nevada Müller, 1987
- Anapis saladito Platnick & Shadab, 1978

## Anapisona
Anapisona Gertsch, 1941
- Anapisona aragua Platnick & Shadab, 1979
- Anapisona ashmolei Platnick & Shadab, 1979
- Anapisona bolivari Georgescu, 1987
- Anapisona bordeaux Platnick & Shadab, 1979
- Anapisona furtiva Gertsch, 1941
- Anapisona guerrai Müller, 1987
- Anapisona hamigera (Simon, 1897)
- Anapisona kartabo Forster, 1958
- Anapisona kethleyi Platnick & Shadab, 1979
- Anapisona pecki Platnick & Shadab, 1979
- Anapisona platnicki Brignoli, 1981
- Anapisona schuhi Platnick & Shadab, 1979
- Anapisona simoni Gertsch, 1941

## Borneanapis
Borneanapis Snazell, 2009
- Borneanapis belalong Snazell, 2009

## Caledanapis
Caledanapis Platnick & Forster, 1989
- Caledanapis dzumac Platnick & Forster, 1989
- Caledanapis insolita (Berland, 1924)
- Caledanapis peckorum Platnick & Forster, 1989
- Caledanapis pilupilu (Brignoli, 1981)
- Caledanapis sera Platnick & Forster, 1989
- Caledanapis tillierorum Platnick & Forster, 1989

## Chasmocephalon
Chasmocephalon O. P.-Cambridge, 1889
- Chasmocephalon acheron Platnick & Forster, 1989
- Chasmocephalon alfred Platnick & Forster, 1989
- Chasmocephalon eungella Platnick & Forster, 1989
- Chasmocephalon flinders Platnick & Forster, 1989
- Chasmocephalon iluka Platnick & Forster, 1989
- Chasmocephalon neglectum O. P.-Cambridge, 1889
- Chasmocephalon pemberton Platnick & Forster, 1989
- Chasmocephalon tingle Platnick & Forster, 1989

## Comaroma
Comaroma Bertkau, 1889
- Comaroma hatsushibai Ono, 2005
- Comaroma maculosa Oi, 1960
- Comaroma mendocino (Levi, 1957)
- Comaroma nakahirai (Yaginuma, 1959)
- Comaroma simoni Bertkau, 1889
- Comaroma tongjunca Zhang & Chen, 1994

## Conculus
Conculus Komatsu, 1940
- Conculus grossus (Forster, 1959)
- Conculus lyugadinus Komatsu, 1940
- Conculus simboggulensis Paik, 1971

## Crassanapis
Crassanapis Platnick & Forster, 1989
- Crassanapis calderoni Platnick & Forster, 1989
- Crassanapis cekalovici Platnick & Forster, 1989
- Crassanapis chaiten Platnick & Forster, 1989
- Crassanapis chilensis Platnick & Forster, 1989
- Crassanapis contulmo Platnick & Forster, 1989

## Crozetulus
Crozetulus Hickman, 1939
- Crozetulus minutus Hickman, 1939
- Crozetulus rhodesiensis Brignoli, 1981
- Crozetulus rotundus (Forster, 1974)
- Crozetulus scutatus (Lawrence, 1964)

## Dippenaaria
Dippenaaria Wunderlich, 1995
- Dippenaaria luxurians Wunderlich, 1995

## Elanapis
Elanapis Platnick & Forster, 1989
- Elanapis aisen Platnick & Forster, 1989

## Enielkenie
Enielkenie Ono, 2007
- Enielkenie acaroides Ono, 2007

## Forsteriola
Forsteriola Brignoli, 1981
- Forsteriola proloba (Forster, 1974)
- Forsteriola rugosa (Forster, 1974)

## Gaiziapis
Gaiziapis Miller, Griswold & Yin, 2009
- Gaiziapis zhizhuba Miller, Griswold & Yin, 2009

## Gertschanapis
Gertschanapis Platnick & Forster, 1990
- Gertschanapis shantzi (Gertsch, 1960)

## Hickmanapis
Hickmanapis Platnick & Forster, 1989
- Hickmanapis minuta (Hickman, 1943)
- Hickmanapis renison Platnick & Forster, 1989

## Mandanapis
Mandanapis Platnick & Forster, 1989
- Mandanapis cooki Platnick & Forster, 1989

## Maxanapis
Maxanapis Platnick & Forster, 1989
- Maxanapis bartle Platnick & Forster, 1989
- Maxanapis bell Platnick & Forster, 1989
- Maxanapis bellenden Platnick & Forster, 1989
- Maxanapis burra (Forster, 1959)
- Maxanapis crassifemoralis (Wunderlich, 1976)
- Maxanapis dorrigo Platnick & Forster, 1989
- Maxanapis mossman Platnick & Forster, 1989
- Maxanapis tenterfield Platnick & Forster, 1989
- Maxanapis tribulation Platnick & Forster, 1989

## Metanapis
Metanapis Brignoli, 1981
- Metanapis bimaculata (Simon, 1895)
- Metanapis mahnerti Brignoli, 1981
- Metanapis montisemodi (Brignoli, 1978)
- Metanapis plutella (Forster, 1974)
- Metanapis tectimundi (Brignoli, 1978)

## Minanapis
Minanapis Platnick & Forster, 1989
- Minanapis casablanca Platnick & Forster, 1989
- Minanapis floris Platnick & Forster, 1989
- Minanapis palena Platnick & Forster, 1989
- Minanapis talinay Platnick & Forster, 1989

## Montanapis
Montanapis Platnick & Forster, 1989
- Montanapis koghis Platnick & Forster, 1989

## Nortanapis
Nortanapis Platnick & Forster, 1989
- Nortanapis lamond Platnick & Forster, 1989

## Novanapis
Novanapis Platnick & Forster, 1989
- Novanapis spinipes (Forster, 1951)

## Octanapis
Octanapis Platnick & Forster, 1989
- Octanapis cann Platnick & Forster, 1989
- Octanapis octocula (Forster, 1959)

## Paranapis
Paranapis Platnick & Forster, 1989
- Paranapis insula (Forster, 1951)
- Paranapis isolata Platnick & Forster, 1989

## Pecanapis
Pecanapis Platnick & Forster, 1989
- Pecanapis franckei Platnick & Forster, 1989

## Pseudanapis
Pseudanapis Simon, 1905
- Pseudanapis aloha Forster, 1959
- Pseudanapis benoiti Platnick & Shadab, 1979
- Pseudanapis domingo Platnick & Shadab, 1979
- Pseudanapis gertschi (Forster, 1958)
- Pseudanapis hoeferi Kropf, 1995
- Pseudanapis parocula (Simon, 1899)
- Pseudanapis plumbea Forster, 1974
- Pseudanapis schauenbergi Brignoli, 1981
- Pseudanapis serica Brignoli, 1981
- Pseudanapis wilsoni Forster, 1959

## Queenslanapis
Queenslanapis Platnick & Forster, 1989
- Queenslanapis lamington Platnick & Forster, 1989

## Risdonius
Risdonius Hickman, 1939
- Risdonius barrington Platnick & Forster, 1989
- Risdonius lind Platnick & Forster, 1989
- Risdonius parvus Hickman, 1939

## Sheranapis
Sheranapis Platnick & Forster, 1989
- Sheranapis bellavista Platnick & Forster, 1989
- Sheranapis quellon Platnick & Forster, 1989
- Sheranapis villarrica Platnick & Forster, 1989

## Sinanapis
Sinanapis Wunderlich & Song, 1995
- Sinanapis crassitarsa Wunderlich & Song, 1995

## Sofanapis
Sofanapis Platnick & Forster, 1989
- Sofanapis antillanca Platnick & Forster, 1989

## Spinanapis
Spinanapis Platnick & Forster, 1989
- Spinanapis darlingtoni (Forster, 1959)
- Spinanapis frere Platnick & Forster, 1989
- Spinanapis julatten Platnick & Forster, 1989
- Spinanapis ker Platnick & Forster, 1989
- Spinanapis lewis Platnick & Forster, 1989
- Spinanapis monteithi Platnick & Forster, 1989
- Spinanapis thompsoni Platnick & Forster, 1989
- Spinanapis thornton Platnick & Forster, 1989
- Spinanapis yeatesi Platnick & Forster, 1989

## Tasmanapis
Tasmanapis Platnick & Forster, 1989
- Tasmanapis strahan Platnick & Forster, 1989

## Victanapis
Victanapis Platnick & Forster, 1989
- Victanapis warburton Platnick & Forster, 1989

## Zangherella
Zangherella Caporiacco, 1949
- Zangherella algerica (Simon, 1895)
- Zangherella apuliae (Caporiacco, 1949)
- Zangherella relicta (Kratochvíl, 1935)

## Zealanapis
Zealanapis Platnick & Forster, 1989
- Zealanapis armata (Forster, 1951)
- Zealanapis australis (Forster, 1951)
- Zealanapis conica (Forster, 1951)
- Zealanapis insula Platnick & Forster, 1989
- Zealanapis kuscheli Platnick & Forster, 1989
- Zealanapis matua Platnick & Forster, 1989
- Zealanapis montana Platnick & Forster, 1989
- Zealanapis otago Platnick & Forster, 1989
- Zealanapis punta Platnick & Forster, 1989
- Zealanapis waipoua Platnick & Forster, 1989